# 3 Feet High and Rising
3 Feet High and Rising – debiutancki album studyjny amerykańskiej grupy hip-hopowej De La Soul wydany 3 marca 1989 roku nakładem wytwórni Tommy Boy Records. Uważana przez serwis allmusic.com za jedno z największych osiągnięć w tym gatunku muzycznym. W 2001 roku wydano zremasterowaną wersję zawierającą dodatkową płytę CD, na której zebrano utwory z singli.
W 2003 album został sklasyfikowany na 346. miejscu listy 500 albumów wszech czasów magazynu Rolling Stone.

## Lista utworów
Wszystkie utwory zostały wyprodukowane przez Prince Paula.
| #                                                 | Tytuł                                                       | Sample/interpolacje | Czas |
| ------------------------------------------------- | ----------------------------------------------------------- | --- | ---- |
| 1                                                 | „Intro”                                                     | | 2:17 |
| 2                                                 | „The Magic Number”                                          | | 3:14 |
| 3                                                 | „Change In Speak”                                           | - The Monkees – „Mary Mary” (1966) - The Mad Lads – „No Strings Attached” (1969) - Cymande – „Bra” (1972) | 2:33 |
| 4                                                 | „Cool Breeze On The Rocks”                                  | - Cerrone – „Rocket in the Pocket (Live)” (1978) - Michael Jackson – „Rock with You” (1979) - Vaughan Mason and Crew – „Bounce, Rock, Skate, Roll” (1979) - Jefferson Starship – „Rock Music” (1979) - The Treacherous Three – „The Body Rock” (1980) - Crash Crew – „High Power Rap” (1980) - Orange Krush – „Action” (1982) - The Fearless Four – „Rockin’ It” (1982) - Afrika Bambaataa oraz Soulsonic Force – „Planet Rock” (1982) - The B-Boys – „Rock the House” (1983) - The Rock Steady Crew – „Hey You (The Rock Steady Crew)” (1984) - LL Cool J – „Rock the Bells” (1985) - Gregory Abbott – „Shake You Down” (1986) - Cutmaster D.C. – „Brooklyn Rocks the Best” (1986) - The Real Roxanne – „Bang Zoom (Let’s Go-Go)” (1986) - Beastie Boys – „The New Style” (1986) - Run-D.M.C. – „Hit It Run” (1986) - Public Enemy – „Terminator X Speaks With His Hands” (1987) - Steady B – „Rockin’ Music” (1987) - Public Enemy – „Night of the Living Baseheads” (1988) - Public Enemy „Cold Lampin’ With Flavor” (1988) - MC Lyte – „Lyte as a Rock” (1988) | 0:46 |
| 5                                                 | „Can U Keep A Secret”                                       | - The New Birth – „Got to Get a Knutt” (1972)} | 1:38 |
| 6                                                 | „Jenifa Taught Me (Derwin’s Revenge)”                       | - The Isley Brothers – „Shout” (1959) - Maggie Thrett – „Soupy” (1965) - Lyn Collins – „Think (About It)” (1972) - Steve Miller Band – „Take the Money and Run” (1976) - Liberace – Chopsticks” (1978) | 3:25 |
| 7                                                 | „Ghetto Thang”                                              | - Sarah Josepha Hale – „Mary Had a Little Lamb” (1830) - James Brown – „Funky President” (1974) - The Blackbyrds – „Rock Creek Park” (1975) - Kraftwerk – „Trans-Europe Express” (1977) | 3:35 |
| 8                                                 | „Transmitting Live From Mars”                               | - The Turtles – „You Showed Me” (1968) - Wilson Pickett – „Hey Jude” (1969) | 1:06 |
| 9                                                 | „Eye Know”                                                  | - Lee Dorsey – „Get Out of My Life, Woman” (1966) - Sly and the Family Stone – „Sing a Simple Song” (1968) - Otis Redding – „(Sittin’ On) the Dock of the Bay” (1968) - The Mad Lads – „Make This Young Lady Mine” (1969) - Steely Dan – „Peg” (1977) | 4:06 |
| 10                                                | „Take It Off”                                               | - The Headhunters – „God Make Me Funky” (1975) | 1:53 |
| 11                                                | „A Little Bit Of Soap”                                      | - The Jarmels – „A Little Bit of Soap” (1961) - Ben E. King – „Stand by Me” (1961) | 0:47 |
| 12                                                | „Tread Water”                                               | - People’s Choice – „I Likes to Do It” (1971) | 3:54 |
| 13                                                | „Potholes In My Lawn”                                       | - Parliament – „Little Old Country Boy” (1970) - Barry White – „I’m Gonna Love You Just a Little More Baby” (1973) - Melvin Bliss – „Synthetic Substitution” (1973) - Brother Soul – „Cookies” (1974) | 4:14 |
| 14                                                | „Say No Go”                                                 | - The Turtles – „I’m Chief Kamanawanalea (We’re the Royal Macadamia Nuts)” (1968) - Detroit Emeralds – „Baby Let Me Take You (In My Arms)” (1972) - Sly Stone – „Crossword Puzzle” (1975) - The Emotions – „Best of My Lov” (1977) - Funky 4 + 1 – „That’s the Joint” (1980) - Hall & Oates – „I Can’t Go for That (No Can Do)” (1981) | 4:20 |
| 15                                                | „Do As De La Does”                                          | | 1:58 |
| 16                                                | „Plug Tunin’ (Last Chance To Comprehend)”                   | - The Invitations – „Written on the Wall” (1965) - Liberace – „Chopsticks” (1978) - Public Enemy – „Bring the Noise” (1987) | 4:13 |
| 17                                                | „De La Orgee”                                               | - Barry White – „I’m Gonna Love You Just a Little More Baby” (1973) | 1:11 |
| 18                                                | „Buddy” (feat. Q-Tip oraz Jungle Brothers)                  | - The Invitations – „Written on the Wall” (1965) - Bo Diddley – „Hit or Miss” (1974) - „Commodores – „Girl I Think the World About You” (1976) - The Real Roxanne – „Bang Zoom (Let’s Go-Go)” (1986) | 4:56 |
| 19                                                | „Description”                                               | - Sly and the Family Stone – „Poet” (1971) - Manzel – „Midnight Theme” (1979) | 1:24 |
| 20                                                | „Me Myself And I”                                           | - Ohio Players – „Funky Worm” (1972) - Funkadelic – „(Not Just) Knee Deep” (1979) - Edwin Birdsong – „Rapper Dapper Snapper” (1980) - Doug E. Fresh – „The Original Human Beatbox” (1984) - Loose Ends – „Gonna Make You Mine” (1986) | 3:41 |
| 21                                                | „This Is A Recording 4 Living In A Fulltime Era (L.I.F.E.)” | - The New Birth – „Got to Get a Knutt” (1972) - The Sequence – „Funk You Up” (1980) | 3:16 |
| 22                                                | „I Can Do Anything (Delacratic)”                            | | 0:40 |
| 23                                                | „D.A.I.S.Y. Age”                                            | - The Rascals – „My World” (1968) - Average White Band – „School Boy Crush” (1975) - T-Ski Valley – „Catch the Beat” (1983) | 3:38 |
| 24                                                | „Plug Tunin'” (Original 12" version)                        | - The Invitations – „Written on the Wall” (1965) - Bar-Kays – „Son of Shaft/Feel It” (1972) - Billy Joel – „Stiletto” (1978) - Manzel – „Midnight Theme” (1979) | 3:41 |
| Dodatkowy dysk wydany wraz z reedycją w 2001 roku |                                                             | |      |
| #                                                 | Tytuł                                                       | Sample/interpolacje | Czas |
| 1                                                 | „Freedom of Speak (We Got Three Minutes)”                   | - James Brown – „Super Bad” (1970) - James Brown – „Get on the Good Foot” (1972) - James Brown – „Funky President” (1974) | 2:58 |
| 2                                                 | „Strickly Dan Stuckie”                                      | | 0:42 |
| 3                                                 | Jenifa (Taught Me)” (12" version)                           | - The Isley Brothers – „Shout” (1959) - Maggie Thrett – „Soupy” (1965) - Lyn Collins – „Think (About It)” (1972) - Steve Miller Band – „Take the Money and Run” (1976) - Liberace – „Chopsticks” (1978) | 4:42 |
| 4                                                 | „Skip to My Loop”                                           | | 1:12 |
| 5                                                 | „Potholes in My Lawn” (12" version)                         | - Parliament – „Little Old Country Boy” (1970) - Eric Burdon oraz War – „Magic Mountain” (1970) - Barry White – „I’m Gonna Love You Just a Little More Baby” (1973) - Melvin Bliss – „Synthetic Substitution” (1973) - Brother Soul – „Cookies” (1974) | 3:46 |
| 6                                                 | Me Myself and I” (Oblapos Mode)                             | - Ohio Players – „Funky Worm” (1972) - G.Q. – „Disco Nights (Rock Freak)” (1979) | 3:31 |
| 7                                                 | „Ain’t Hip to be Labeled a Hippie”                          | - Dr. Buzzard’s Original Savannah Band – „Hard Times” (1976) - Edwin Birdsong – „Rapper Dapper Snapper” (1980) | 1:50 |
| 8                                                 | „What’s More (From the Soundtrack Hell on 1st Avenue)”      | - The Turtles – „You Baby” (1966) | 2:05 |
| 9                                                 | „Brain Washed Follower”                                     | - Ruby Andrews – „You Made a Believer (Out of Me)” (1969) - The Moments – „This Is Our Goodbye” (1970) - Ray Charles – „Booty Butt” (1971) | 2:49 |
| 10                                                | „Say No Go” (New Keys Vocal)                                | | 4:53 |
| 11                                                | „The Mack Daddy on the Left”                                | - The Village Callers – „Hector” (1968) - Slave – „Watching You” (1980) - Crash Crew – „High Power Rap” (1980) - The B-Boys – „Two, Three, Break” (1983) - De La Soul – Brain Washed Follower (1989) | 2:31 |
| 12                                                | „Double Huey Ski                                            | | 3:52 |
| 13                                                | „Ghetto Thang” (Ghetto Ximer)                               | | 3:52 |
| 14                                                | „Eye Know” (The Know It All Mix)                            | - Lyn Collins – „Think (About It)” (1972) - Albert Hammond – „I’m a Train” (1974) | 7:12 |